# When I Start to (Break It All Down)
«When I Start to (Break It All Down)» es el trigésimoquinto disco sencillo publicado del grupo inglés de música electrónica Erasure, lanzado el 26 de septiembre de 2011.

Fue presentado por radio el 15 de agosto de 2011 y es el primer corte adelanto del álbum Tomorrow's World.

## Lista de temas
Disco Compacto (CDMUTE464)
1. When I Start To (Break It All Down) 3:34
2. Tomorrow's World 4:15
3. When I Start To (Break It All Down) [Steve Smart & WestFunk Main Room Mix Edit] 4:21
4. When I Start To (Break It All Down) [Kris Menace Remix] 5:23
5. When I Start To (Break It All Down) [Little Loud Remix] 4:34

Descarga Digital (iMUTE464)
1. When I Start To (Break It All Down) 3:34
2. Tomorrow's World 4:15
3. When I Start To (Break It All Down) [Steve Smart & WestFunk Main Room Mix Edit] 4:21
4. When I Start To (Break It All Down) [Kris Menace Remix] 5:23
5. When I Start To (Break It All Down) [Little Loud Remix] 4:34

## Créditos
When I Start to (Break It All Down) fue compuesta por (Clarke/Bell) y producida por Frankmusik.

Tomorrow's World es una canción instrumental que fue escrita por Richard Denton y Martin Cook y la versión original -interpretada por este dúo- fue la cortina del programa del mismo nombre entre 1980 y 1985. En la página oficial figura acreditada sólo a Vince Clarke, quien también la produjo.

### Datos técnicos
- When I Start to (Break it All Down)

Mezclada por Robert Orton. Programación e instrumentación por Vince Clarke y Frankmusik. Ingeniero asistente: Neil Quinlan. Teclados y pianos: Vince Clarke y Frankmusik.
- Tomorrow's World

Programación e instrumentación por Vince Clarke. Mezclada por Timothy 'Q' Wiles en The Institute of Gizmology.
- When I Start to (Break It All Down) [Steve Smart & WestFunk Main Room Mix Edit]

Remezcla y producción adicional: Steve Smart y WestFunk. Teclados adicionales: Steve Smart y Danny Dove.
- When I Start to (Break It All Down) [Kris Menace remix]

Remezcla y producción adicional: Kris Menace & Walter Schmidt. Batería y teclados: Christopher Hoeffel y Walter Schmidt para Compuphonic.net.
- When I Start to (Break It All Down) [Little Loud Remix]

Remezcla y producción adicional: Little Loud.

#### Arte
- Diseño: Tom Hingston Studio
- Esculturas: Kate Macdowell
- Fotografía: Dan Kvitka

## Datos adicionales
When I Start to (Break it All Down), cuyo nombre de trabajo era Tender no fue pensada originalmente como primer corte. El tema You've Got To Save Me Right Now (originalmente llamado Save Me) iba a ser el primer corte pero finalmente -pese a que incluso fue presentado durante la gira Total Pop Tour- se desechó.